# Krumbach (Vorarlberg)
Krumbach ist eine Gemeinde mit 1120 Einwohnern (Stand 1. Jänner 2024) im österreichischen Bundesland Vorarlberg.

## Geografie
Krumbach liegt im westlichsten Bundesland Österreichs, Vorarlberg, im Bezirk Bregenz östlich des Bodensees im Vorderen Bregenzerwald. Der Ort liegt auf 732 m ü. A. Die Gemeindegrenze im Nordwesten bildet die tief eingeschnittene Weißach, die Grenze im Osten die Bolgenach, die von der Gießenbrücke überspannt wird.
Die Gemeinde hat eine Fläche von 8,71 Quadratkilometer. Davon sind 57 Prozent landwirtschaftliche Nutzfläche, 34 Prozent der Fläche sind bewaldet.
Der Ort ist Mitglied des deutsch-österreichischen Gemeinschaftsprojekts Naturpark Nagelfluhkette.

### Nachbargemeinden
| Doren     | Sulzberg                                    |             |
|           | Kompassrose, die auf Nachbargemeinden zeigt | Riefensberg |
| Langenegg |                                             | Hittisau    |

## Geschichte
Die urkundliche Ersterwähnung Krumbachs datiert vom 17. September 1249. An diesem Tag stellte Papst Innozenz IV. in Lyon dem Benediktinerkloster Mehrerau eine Urkunde aus, in der unter den 65 namentlich genannten Orten auch Krumbach unter den besonderen Schutz des Papstes gestellt wurde. Die Habsburger regierten die Orte in Vorarlberg ab 1278 wechselnd von Tirol und Vorderösterreich (Freiburg im Breisgau) aus. 1490 wurde eine Kapelle zu Ehren des Hl. Martin konsekriert; selbständige Pfarrei ist Krumbach seit 1648. Von 1805 bis 1814 gehörte der Ort 1805 als Folge des Pressburger Friedens zu dem Königreich Bayern, dann wieder zu Österreich. 1807 kam es zum sogenannten „Krumbacher Weiberaufstand“, gegen welchen Karl Ernst von Gravenreuth, bayerischer Generalkommissär der Provinz Schwaben zuerst mit großer Härte vorging, dann aber die Begnadigung der Aufständischen durchsetzte.
Zum österreichischen Bundesland Vorarlberg gehört Krumbach seit der Gründung 1861. Von 1902 bis 1983 hatte Krumbach einen Bahnhof an der Bregenzerwaldbahn. Diese, wenngleich acht Kilometer entfernte, Station in der Bregenzerachschlucht wurde zum 1. November 1904 eigens von Langenegg in Langenegg-Krumbach umbenannt. Von 1945 bis 1955 war der Ort Teil der französischen Besatzungszone in Österreich.
Zur Geschichte des Heilbades siehe Rossbad. Das zweite Heilbad, das Kressbad, war in der Biedermeierzeit ein beliebtes Schwefelbad. Der Badwirt Johann Fink gab 1838 ein Badbüchlein: Nutzen und Gebrauchsweise des Kreßbades zu Krumbach heraus.

### Die Bregenzerwälder Stickerinnen
Bis in die Mitte des 18. Jahrhunderts verlegt die Dorfchronik die Anfänge der Stickerei in den Bregenzerwald. Noch vor 1800 hielt die Kettenstickerei etwa in der Gemeinde Krumbach Einzug und wurde bald zu einer wichtigen Erwerbsquelle: der Monatsverdienst einer tüchtigen Stickerin lag etwa beim Wert einer Kuh.
Anfänglich skeptisch beobachtet wurde aus der „Beschäftigung für Krumme und Lahme“ eine kleine lokale Industrie und in keinem Haus fehlte die Stickmaschine, die auch vielfach in der Dichtung beschrieben wurde. Die ersten Aufträge kamen aus dem Schweizer Rheintal, doch schnell verbreitete sich der Ruhm des „Wälderspitz“ in den Ländern der Monarchie, und Hotels in Wien, Budapest oder Triest bestellten bei den Bregenzerwäldern.
Die Blütezeit der Stickerei fiel im Jahre nach dem Ersten Weltkrieg, in die Goldenen 20er Jahre, als Einkäufer aus Übersee riesige Bestellungen mitbrachten, die für viele Monate Arbeit und Einkommen der meist kinderreichen Familien sicherten.
Der sozialreformerisch gesinnte Dichter Franz Michael Felder (1839–1869) beschreibt die Arbeit der Stickerinnen in seinem „Wälderspitz“.

### Bevölkerungsentwicklung
Der Ausländeranteil lag Ende 2002 bei 9,1 Prozent. Das Bevölkerungswachstum in den letzten Jahrzehnten basiert auf positiver Geburtenbilanz und positiver Wanderungsbilanz. Nur zwischen 1991 und 2001 war die Abwanderung stärker als die Zuwanderung, dies konnte aber durch die hohe Geburtenrate ausgeglichen werden.

## Kultur und Sehenswürdigkeiten
- Im Oktober 2013 wurde das Projekt BUS:STOP vorgestellt:[4] In Krumbach entstanden sieben von Sponsoren finanzierte Bushaltestellenhäuschen („Bushüsle“). Sie wurden von internationalen Architekturbüros entworfen, Smiljan Radic aus Chile, dvvt-Architecten aus Belgien, Rintala Eggertsson Architects aus Norwegen, Alexander Brodski aus Russland, Amateur Architecture Studio mit Wang Shu und Lu Wenyu aus China, Ensamble Studio aus Spanien und Sou Fujimoto aus Japan, die als Honorar eine Woche Urlaub in der Gegend erhielten. Die Unterstände orientieren sich nicht am herkömmlichen Aussehen. Man nutzte Stahl und regionale Materialien wie Holz oder Schindeln.[5] Ein vergleichbares Projekt (BUSSTOPS) wurde in den 1990er Jahren in Hannover realisiert.

- Das Rossbad (Naturschutzgebiet)
- Die Lourdeskapelle Salgenreute.

## Wirtschaft und Infrastruktur
Im Ort gab es im Jahr 2003 25 Betriebe der gewerblichen Wirtschaft mit 91 Beschäftigten und 22 Lehrlingen. Lohnsteuerpflichtige Erwerbstätige gab es 404. Tourismus und Fremdenverkehr sind wichtig für die Gemeinde. Im Tourismusjahr 2001/2002 gab es insgesamt 20.492 Übernachtungen. Landwirtschaft spielt eine wichtige Rolle. Der Anteil der landwirtschaftlichen Flächen an der Gesamtfläche liegt bei 59,4 %.

### Bildung
Im Ort gibt es (Stand Januar 2003) 62 Schüler. In Krumbach gibt es zudem einen Kindergarten mit 29 Kindern und eine öffentliche Bücherei.

## Politik

### Gemeindevertretung
Gemeindevertretung durch Ankreuzen eines Listen-Wahlvorschlages bzw. durch Mehrheitswahl wenn kein Listenvorschlag vorliegt. Weiters den Bürgermeister durch Ankreuzen eines Wahlvorschlages.
Die Gemeindevertretung wählt in der konstituierenden Sitzung aus ihrer Mitte – sofern keine Wahl durch die Bürger zustande kam – gemäß § 61 Gemeindegesetz einen Bürgermeister und dann einen mindestens dreiköpfigen Gemeindevorstand. Die Zahl dieser „Gemeinderäte“ darf aber gemäß § 55 den vierten Teil der Zahl der Gemeindevertreter nicht übersteigen.
Der Bürgermeister führt den Vorsitz bei den generell öffentlichen Sitzungen der Gemeindevertretung, in denen kommunale Belange besprochen und Beschlüsse gefasst werden. Beobachter haben kein Mitspracherecht und kein Stimmrecht. Die Gemeindevertretung kann nach Bedarf Ausschüsse bestellen. Sitzungen des Gemeindevorstandes und der Ausschüsse sind nicht öffentlich.

#### Sitzverteilung nach den Wahlen
- Gemeindevertretungswahlen 1985: Überpart.Wählergem. Bgm.R.Bechter 7, SPÖ 3, Liste Krumbach 2, Junge Bürgerliste 1.[8]
- Gemeindevertretungswahlen 1990: Vorwahlliste Krumbach 6, Überpart. Wählergem. Bgm. R.Bechter 6.[9]
- Gemeindevertretungswahlen 1995: Bürgerliste Krumbach 12.[10]
- Gemeindevertretungswahlen 2000: Bürgerliste Krumbach 12.[11]
- Gemeindevertretungswahlen 2005: Bürgerliste Krumbach 12.[12]
- Gemeindevertretungswahlen 2010: Bürgerliste Krumbach 12.[13]
- Gemeindevertretungswahlen 2015: Bürgerliste Krumbach 12.[14]
- Gemeindevertretungswahlen 2020: Bürgerliste Krumbach 12.[15]
- Gemeindevertretungswahlen 2025: Bürgerliste Krumbach 15.[16]

### Bürgermeister
- 1945–1950 Franz Josef Steurer[17]
- 1950–1960 Albert Mennel[17]
- 1960–1970 Gottfried Feurle[17]
- 1970–1995 Raimund Bechter[17]

- 1995–2018 Arnold Hirschbühl[17][18][19]
- 2018–2025 Egmont Schwärzler[20]
- seit 2025 Daniela Bilgeri[21][22]

### Wappen
Der Gemeinde wurde 1928 folgendes Wappen verliehen: Ein von Grün und Silber gespaltener Schild, dessen rechtes Feld von einem silbernen Wellenbalken durchzogen wird, während in der linken Hälfte eine natürliche entwurzelte Tanne abgeledigt erscheint.